# U5 (Hamburg)
U5 is een toekomstige lijn van de metro van de Duitse stad Hamburg. De plannen voor de lijn naar de hoogbouwwijken in het noorden van de stad zijn vanaf 2014 uitgewerkt en hebben diverse inspraakrondes doorlopen. De U5 zal, als eerste lijn in Hamburg, worden gebouwd als automatische metro en de stations krijgen dan ook perronschermen met perrondeuren. Op 12 december 2019 stelde het stadsbestuur een budget van 1,8 miljard euro beschikbaar aan de hochbahn voor de bouw van het 5,8 kilometer lange traject tussen Bramfeld en City-Nord. De bouw van dit deeltraject met 5 stations is op 13 oktober 2022 begonnen. Het deeltraject moet in 2029 worden opgeleverd waarmee ook de bewoners van de hoogbouwwijken een aansluiting op de metro krijgen. Rechtstreeks naar het centrum kan pas later, tot die tijd moet bij Sengelmannstraße worden overgestapt. De hele lijn tussen Arenen en Bramfeld moet in 2035 gereed zijn. 

## Stations
| Station                        | Overstappunt              | Foto * | Type                         | Geopend           | Ligging                        | Stadsdeel                  |
| ------------------------------ | ------------------------- | ------ | ---------------------------- | ----------------- | ------------------------------ | -------------------------- |
| Arenen Volkspark               |                           | 320 !  |                              | verwacht 2035     | 53° 35′ 18″ NB, 9° 53′ 55″ OL  | Bahrenfeld                 |
| Stellingen                     |                           | 330 !  |                              | verwacht 2035     | 53° 35′ 24″ NB, 9° 55′ 5″ OL   | Stellingen                 |
| Sportplatzring                 |                           | 340 !  |                              | verwacht 2035     | 53° 35′ 33″ NB, 9° 55′ 44″ OL  | Stellingen                 |
| Hagenbecks Tierpark            |                           | 400 !  | uitgraving                   | 30 oktober 1966   | 53° 35′ 34″ NB, 09° 56′ 38″ OL | Lokstedt                   |
| Behrmannplatz                  |                           | 450 !  |                              | verwacht 2035     | 53° 35′ 57″ NB, 9° 57′ 30″ OL  | Lokstedt                   |
| Universitätsklinikum Eppendorf |                           | 460 !  |                              | verwacht 2035     | 53° 35′ 35″ NB, 9° 58′ 27″ OL  | Eppendorf                  |
| Gärtnerstraße                  |                           | 470 !  |                              | verwacht 2035     | 53° 35′ 6″ NB, 9° 58′ 9″ OL    | Hoheluft-Ost/Hoheluft-West |
| Hoheluftbrücke                 |                           | 650 !  | talud                        | 25 mei 1912       | 53° 34′ 39″ NB, 09° 58′ 33″ OL | Harvestehude               |
| Grindelberg                    |                           | 740 !  |                              | verwacht 2035     | 53° 34′ 21″ NB, 9° 58′ 44″ OL  | Harvestehude/Rotherbaum    |
| Universität                    |                           | 750 !  |                              | verwacht 2035     | 53° 34′ 0″ NB, 9° 58′ 52″ OL   | Rotherbaum                 |
| Stephansplatz                  |                           | 780 !  | ondiep gelegen zuilenstation | 2 juni 1929       | 53° 33′ 27″ NB, 09° 59′ 19″ OL | Neustadt                   |
| Jungfernstieg                  | S1, S2, S3                | 860 !  |                              | 25 maart 1931     | 53° 33′ 13″ NB, 9° 59′ 33″ OL  | Neustadt                   |
| Hauptbahnhof Nord              | S1, S11, S2, S21, S3, S31 | 860 !  | ondiep gelegen zuilenstation | 29 september 1968 | 53° 33′ 15″ NB, 10° 00′ 23″ OL | St. Georg                  |
| St. Georg                      |                           | 1310 ! |                              | verwacht 2035     | 53° 33′ 38″ NB, 10° 00′ 55″ OL | St. Georg                  |
| Uhlenhorst                     |                           | 1320 ! |                              | verwacht 2035     | 53° 33′ 59″ NB, 10° 01′ 17″ OL | Uhlenhorst                 |
| Beethovenstraße                |                           | 1330 ! |                              | verwacht 2035     | 53° 34′ 32″ NB, 10° 01′ 16″ OL | Uhlenhorst/Barmbek-Süd     |
| Jarrestraße                    |                           | 1340 ! |                              | verwacht 2035     | 53° 35′ 0″ NB, 10° 01′ 9″ OL   | Winterhude                 |
| Borgweg                        |                           | 1345 ! | uitgraving                   | 10 mei 1912       | 53° 35′ 27″ NB, 10° 00′ 54″ OL | Winterhude                 |
| City Nord (Stadtpark)          |                           | 1350 ! |                              | verwacht 2029     | 53° 36′ 11″ NB, 10° 01′ 4″ OL  | Winterhude                 |
| Sengelmannstraße               |                           | 1360 ! | talud                        | 26 september 1975 | 53° 36′ 34″ NB, 10° 1′ 19″ OL  | Winterhude/Alsterdorf      |
| Barmbek Nord                   |                           | 1370 ! |                              | verwacht 2029     | 53° 36′ 29″ NB, 10° 2′ 19″ OL  | Barmbek-Nord/Ohlsdorf      |
| Steilshoop                     |                           | 1380 ! |                              | verwacht 2029     | 53° 36′ 37″ NB, 10° 03′ 33″ OL | Steilshoop                 |
| Bramfeld                       |                           | 1390 ! |                              | verwacht 2029     | 53° 36′ 50″ NB, 10° 04′ 36″ OL | Bramfeld                   |

- De sorteerwaarde van de foto is de ligging langs de lijn.